# SRS 랩스
SRS 랩스 주식회사(영어: SRS Labs, Inc.)는 미국의 오디오 기술 규격을 개발하는 회사이다.

## 개요
돌비 연구소, DTS와 더불어 세계 3대 입체음향 솔루션 업체로 평가 받고 있고, 1993년에 Hughes Aircraft Company로부터 다양한 오디오와 스피커 기술에 대한 소유권 및 자산을 매입하여 형성되었고 1996년 8월에 성공적으로 나스닥(NASDAQ)에 기업상장을 완료함으로써 성장의 발판을 마련하였다.
SRS 랩스는 세계에서 처음으로 3차원 입체음향을 발표하여 상용화시킨 기업으로, 전 세계 80% 이상의 점유율로 3D음장 솔루션의 대명사로 인정받고 있으며, 특히 2000년도부터 마이크로소프트의 윈도우 미디어 플레이어에 SRS WOW기술을 적용시켜 그 진가를 확인했다. 이 밖에도 SRS 랩스의 오디오와 보이스 기술은 TV, PC, MP3P, 휴대폰, 카오디오, 홈오디오 수신기, DVD 플레이어, 영화관 프로세서, 미니 사운드 시스템 등 매우 광범위하게 적용되고 있으며 년간 5천만 개 이상의 사운드 관련 제품에 적용되어 왔다. 또한 SRS랩스의 기술은 전 세계 플랫패널 TV 톱브랜드의 대부분에 탑재되어 사실상 HDTV 오디오 프로세싱의 표준이 되었다.
SRS 랩스는 현재 전 세계적으로 150개 이상의 오디오 관련기술 특허를 가지고 있으며, 대표기술인 SRS 3D 사운드를 포함해 20여 가지의 다양한 솔루션을 제공하고 있다. 현재 대표적인 SRS 랩스의 솔루션들은 SRS WOW HD, SRS TruSurround XT, SRS Circle Surround II, SRS – CS 헤드폰 등이 있다.
SRS랩스 코리아는 지난 98년 설립된 이후로 국내에 지속적으로 SRS의 새로운 기술들을 선보이며 3D 음장 솔루션 부분에서 선두업체의 위치를 공고히 하고 있다. 아이리버로 대변되는 MP3P를 비롯하여 PAVV브랜드의 삼성 LCD/PDP/LED TV등 거의 모든 제품에 SRS 솔루션이 채택되어 있고, LG의 X-CANVAS 대다수 제품에도 채택되는 등 평판 TV의 필수적인 음향 솔루션으로 자리잡았다.
주요 휴대폰 모델에도 SRS기능이 채택되어 있는데, 애니콜 ‘가로본능폰’ ‘햅틱폰’등의 클래식 모델들을 비롯하여 최근에는 ‘갤럭시S’ ‘아몰레드’ ’옴니아2’ 등의 모델에 채택되면서 휴대폰 멀티미디어 기능의 핵심요소가 되었다. PC분야도 오디오가 중요시 되면서 활발히 적용되고 있는데, 삼성 센스와 LG의 최근 출시된 3D 노트북, 및 일반 노트북과 넷북의 주요 모델에도 SRS의 주요 솔루션인 Trusurround XT 및 Trusurround HD 와 WOW HD 가 탑재되고 있다.

## 주요 제품
- TruVolume
- StudioSound HD
- TruSurround HD
- TruSurround XT
- TheaterSound
- Headphone 360
- TruSurround HD4
- TruBass
- Dialog Clarity
- WOW HD
- Circle Surround
- CS Headphone
- CS Auto